# ストライキ

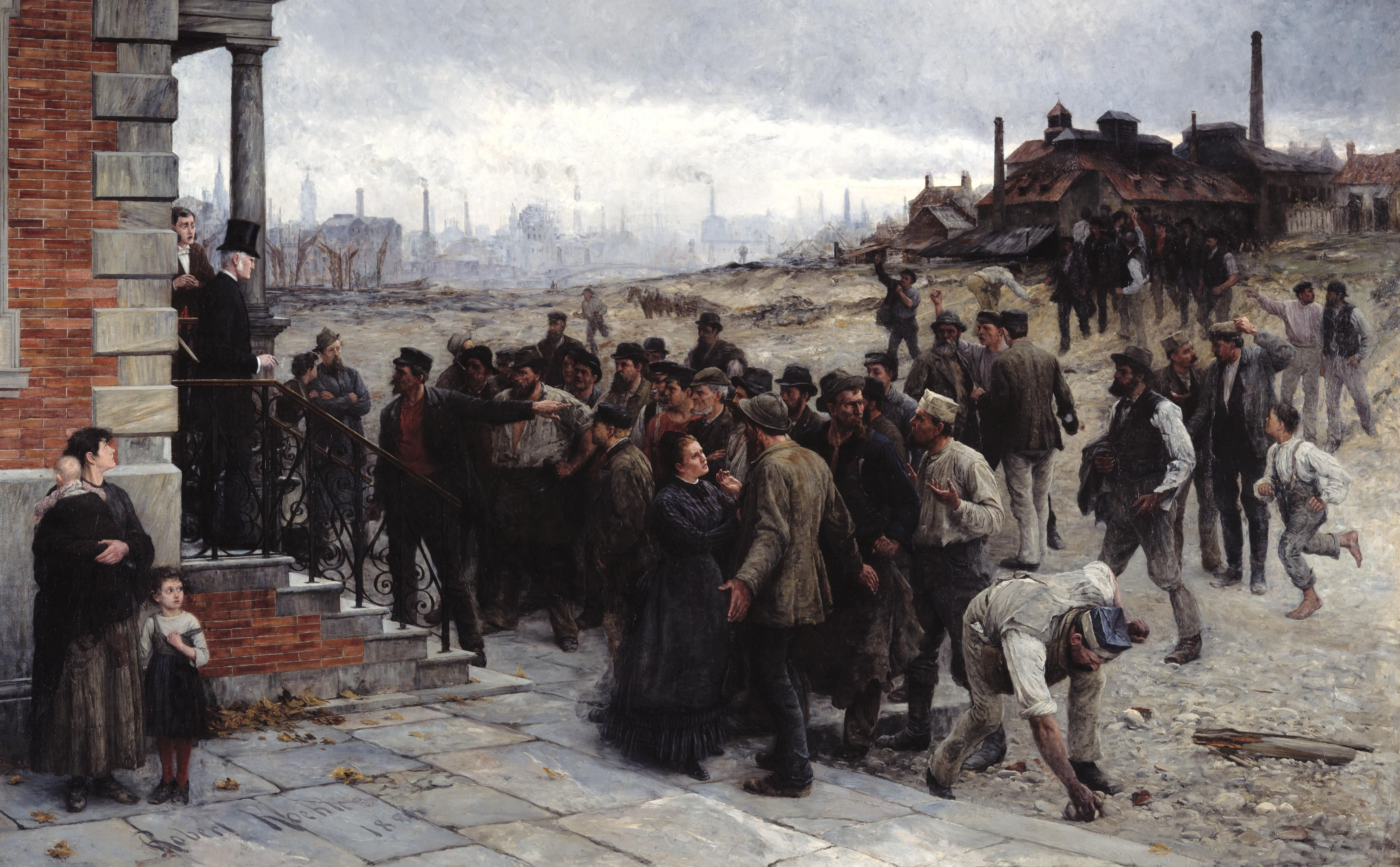
「ストライキ」ロバート・ケーラー、1886年、油彩。

ストライキ（英語: strike）は、労働者による争議行為の一種で、労働法の争議権の行使として雇用側（使用者）の行動などに反対して被雇用側（労働者、特に労働組合）が労働を行わないで抗議することである。日本語では「同盟罷業」（どうめいひぎょう）あるいは「同盟罷工」と呼ばれ、一般には「スト」と略される。
転じて、ハンガー・ストライキなど労働争議ではないが組織的な抗議行動を指すこともある。

## 概説
ストライキは労働者が団結して労務の提供を拒否し、使用者にその労働力を利用させない行為。業務の正常な運営が困難になり、そのことが使用者にとっては圧力となり、労働者にとっては自己の主張が実現できる可能性を生む。
資本主義社会では、原則として労働者は自らの労働力を商品として売る以外に生活の術はない。通常は労働者は経営者との雇用・労働契約の締結に際し、決定的に不利な立場にある。経済的弱者としての労働者は、その不利をカバーするために労働組合を結成し、自分たちの要求を通すための武器としてストライキを組織して闘うようになった。
日本国憲法第28条では勤労者の団結権、団体交渉権と並んで団体行動権を保障している。団体交渉の行き詰まり打開のための手段として争議行為を実施することは、団体行動権の行使と考えられる。 争議行為はストライキ、怠業（Slowdown）、ロックアウトの業務阻害行為が含まれる。
労働組合法は正当な争議行為に法律上の保護を与える。
歴史上最古のストライキの記録は、エジプト第20王朝においてファラオの墓の建設に従事していた労働者たちが起こしたものである。
労働者がストライキをする権利（団体行動権または争議権の1つ）は、国際社会において国際人権規約（社会権規約）の第8条(d)項で保障されている。
イギリスのように労働組合が職能別労働組合を主とする場合、ある技能者の組合がストライキを入ると、個々の会社の所属と関係なく、その組合員である技能者はストライキに入ることが多い。一方、日本のように労働組合が企業別労働組合を主とする場合、その会社又はその工場で働いている労働者のみがストライキに入ることが多い。
ストを無視して働くことはスト破りと呼ばれ、ストライキ参加者や参加団体からは忌まれると同時に、労働組合に加入している場合は組合の団結を乱したものとして、除名・罰金・始末書提出命令・解雇などの統制処分の対象となることがある。このスト破りを防ぐと同時に、一般人へ目的の正当性を訴える手段としてピケッティング(ピケ)を張ることもある。
日本では、国家公務員法第98条や地方公務員法第37条の規定により公務員のストライキが禁じられているが、逆に公務員のストライキが認められている国も多い。
フランスやイタリア、アメリカ合衆国では公務員や教師のストライキ、ドイツでは軍人のストライキがあり（労働組合的性格を持つ団体「連邦軍協会」がある）、公務員ではないが弁護士や医師がストライキを起こすこともある。イギリスでは消防士らのストライキが行われることがあるが、このような場合には軍などが消防活動を代行する。アメリカでは警察官（巡査や事務官）がストを打つ事があり（警察の労働組合「警察官協会」がある）、このような場合は巡査部長級以上の管理職が第一線に出る。

## ストライキの態様
ゼネラル・ストライキ（ゼネスト）

ハンガー・ストライキ（ハンスト） - リレーハンスト

納金スト

政治スト

同情スト

スト権スト
ストライキなど争議権を認められていない日本の公務員あるいは国家公務員が争議権を獲得するためにするストライキ。日本では、争議権のない労働者によって行われるので「違法行為」とされる。日本では1970年代初頭に日本国有鉄道で多数実施され、「スト権スト」「スト権奪還スト」「順法闘争」などとも呼ばれたが、1975年（昭和50年）末に行われた8日間のストライキを指すことも多い。
山猫スト
一部の組合員が組合指導部の承認を得ず、独自に行うストライキ。Wildcat Strikeを直訳した語で「山猫争議」ともいう。日本では1947年、 全逓組合員の一部が集団欠勤戦術を行う中、東京中央郵便局でも大量の欠勤者が発生。同月22日、政府が「山ねこ争議」であると非難した例がある。
集改札スト
公共交通機関で集札および改札の業務に限って行うスト。つまりフリーパス状態にすることで無賃乗車が可能となり乗客に迷惑をかけずに経営のみに打撃を与える。改札口には管理職の職員が代わりに立って集改札をおこなうことが多い。1970年代から関西の大手私鉄を皮切りに自動改札機が導入されると、ストライキ時には改札機の電源を切ってストライキに「参加」させる手法が用いられた。非接触ICカード乗車券を導入した事業者の組合で実施した例は、Harecaを導入している両備ホールディングス（両備バス・西大寺線）と岡山電気軌道（路面電車）が八晃運輸（めぐりん益野線）の参入に反対して集改札ストを実施した例がある。当初は両備バス全線の運休ストを決行する予定であったが、両備グループ側から顧客に迷惑のかかる全線運休を回避するよう申し入れがあり、これを労組が受け入れたもの。
一斉休暇闘争
一斉に有給休暇をとることによって、賃金を得つつストライキと同等の効果を得ようとするもの。経営側は「不当な休暇権の行使」と主張し、時季変更権を発動したりもする。
部分スト（指名スト）
組合の指示により、一部の者（主に操業の核となる人物）のみがストライキをすること。争議行為に参加しなかった組合員も賃金をもらえないということも起こりうる。「指名スト」とも。闘争時の臨時専従者の確保に使われることもある。
時限スト
ストを行う時間を区切って行うスト。闘争の初期段階や、公共サービスに大きな影響を与える場合にこれを防ぐため、行われる。学校で教職員組合によって行なわれる場合もあり、この場合はその時間帯、授業が自習になる。
一部スト
産業別労働組合などのある組合がストに突入する一方、他の組合はストを行わなかった場合。企業別労働組合が普通の日本では、むしろ一部ストのほうが一般的である。
支援スト
他の組合のストライキを支援する目的で行われるストライキ。

## 日本のストライキ
日本では、日本国憲法第28条により労働基本権のひとつとして保障され、主に労働組合法及び労働関係調整法で規定される。

### ストライキと法的責任
争議行為が正当である場合、その行為についての刑事責任（労働組合法1条）と民事責任（同8条）は免責される。ストライキも労務の不提供にとどまるならば合法であり、これらの免責を受ける。特にストライキによって、使用者に生じた損害に対する賠償責任が免責される点が重要である。
ストライキなどの争議行為が正当でなければ、これらの免責は受けられない。また、ストライキを設定している日に対して前倒し決行した場合、違法ではないがこれによる企業側の損失については、請求できる判例がある。なお、ノーワークノーペイの原則から、正規労働時間中に就業していない分の賃金は支払われない。一般に労働組合は組合員からあらかじめ積立金を「闘争資金」等の名称で徴収し、争議権行使で発生した賃金不払い分を組合が補填する。
また、ストライキが行われている事業所に対して、公共職業安定所が求職者を紹介することや労働者派遣事業者が人材派遣を行うことは禁止されている（前者は職業安定法20条1項、後者は労働者派遣法24条）。

### 正当でない争議行動の例
- 法律で争議行動が禁止されている職種に就く者が行う争議行動
- 政治的要求や社会運動を目的とするもの
- 会社・事業所の施設を損壊・汚損する行為を含む争議行動
- 乱闘・暴力により要求などを主張する行為を含む争議行動

このほか、組合の機関決定を経ずに一部組合員の行う「山猫スト」は、団体交渉の主体を欠き、不当とする判例が有力とされる。

### ストライキに対する規制

#### 公務員のストライキの制限
日本国内の公務員は、国家公務員法第98条及び地方公務員法第37条により、ストライキが禁止されている。戦後直後は一部の職種を除いて公務員のストライキも認めていたが、1948年7月31日、政令201号によって全ての公務員のストライキが禁止された。その後政令201号は、日本国との平和条約が発効したことに伴うポツダム命令廃止法により1952年10月25日に失効しているが、前述の規定により公務員のストライキが認められていない。
また、1949年に国の直営事業から分離された公共企業体（日本国有鉄道と日本専売公社。1952年に日本電信電話公社が加わる）の職員に対しては、公共企業体等労働関係法（現在の行政執行法人の労働関係に関する法律）が制定され、やはりストライキが禁じられた。
これを不満として、1975年に日本国有鉄道を中心とした三公社五現業職員がストライキ権認容を求めてストを起こす「スト権スト」が起こされたことがあった。政府見解としては、ストを禁止している理由として、職務の公共性や人事院（かつての公共企業体については公共企業体等労働委員会による仲裁・裁定）の存在があることを挙げている。なおこれは国際労働機関（ILO）の結社の自由及び団結権の保護に関する条約及び批准が留保されているとはいえ、市民的及び政治的権利に関する国際規約追加議定書に抵触する疑いがある。
他に労働関係調整法第36条で、「工場事業場における安全保持の施設の正常な維持又は運行を停廃し、又はこれを妨げる行為」としては、職種を問わずストライキが禁止される。
実際に「争議行為が発生したときは、その当事者は、直ちにその旨を労働委員会又は都道府県知事に届け出なければならない。」という規定が労働関係調整法第9条にある。なお、公務員の争議権を含む労働基本権全般の規制と日本国憲法第28条に関する司法判断については、労働基本権#日本の公務員の労働基本権を参照。

#### 公益事業に対する規制
労働関係調整法第8条で、公衆の日常生活に欠くことのできない「公益事業」として次の業種が指定され、これらの業種ではストライキの実施には事前の予告が必要となる。
1. 運輸事業
2. 郵便、信書便又は電気通信の事業
3. 水道、電気又はガスの供給の事業
4. 医療又は公衆衛生の事業

また電気事業及び石炭鉱業における争議行為の方法の規制に関する法律で、電気事業・石炭鉱業事業においてはストライキ時の禁止行為が規定されている。 
特にストライキが予定されることが多いのは、運輸事業のうち鉄道や路線バスなどの日常生活に密着した公共交通機関を経営する鉄道事業者、バス事業者である。ストライキが実施されると列車やバスなどの運休が発生するため利用者への影響が大きく、プロ野球が鉄道ストで試合中止になるなど各種イベントへの影響も大きかった。ただし近畿日本鉄道など一部の私鉄はストライキを行わないか、あるいは集改札ストに留まり、平常どおり電車を運転した。1990年代以降は大手私鉄ではストライキはほとんど行われなくなり、仮に突入しても朝のラッシュアワー前に収束されることが多い。事業者も、大手私鉄の春闘が妥結した後に春闘交渉が行われる地方の中小私鉄やバス会社の一部のみで、使用者側の回答を不満としたストライキが行われる程度である。ただし、北海道内の私鉄総連では1980年代以降も組合側の連帯責任を名目に集団交渉が継承されたため、1991年までは毎年春闘ストが行われていた。
このストライキの影響は、主に通勤・通学の乗客に見られた。当時は現在と比較して公共交通機関への依存度が高くまた大都市への人口集中も盛んだったので、ストライキの際の通勤客の負担（運行している代替交通機関での通勤での混雑など）は近年では考えられないほどだった。しかし通学客の場合、学校が休校になる場合もあり、負担は通勤客ほどではなかった。また春休みを除き行楽シーズンには通常ストライキは行われなかったので、主に行楽・観光旅行などで公共交通機関を用いる乗客にはストライキ自体あまり認知されていなかったようである。
国鉄や民営化以降のJRにおいては、千葉エリアを根城とする国鉄千葉動力車労働組合（通称:動労千葉）によるストライキが毎年のように行われており、千葉駅以東のJR各線では、本線運転士の春闘のストライキにより2001年から2010年まで9年連続で列車の全面運休や大幅な運行本数の減少が発生していた。ただし、近年はJR側も要員の代替等の措置により影響を最小限にとどめるようにしており、実際に2013年は列車の運行に影響がでるストライキまでは至らなかった。
また1970年代の合理化を争点としたストライキの時には、国鉄の電車を中心に「合理化反対!!」と書かれたシールや、ペンキでの落書きなどでシュプレフィコールを挙げる「アジ電車」での抗議行動も散見された。
前述のように大手私鉄では1990年代以降、ストライキはほとんど行われなくなったが、相模鉄道が2014年にストライキを決行した。バス事業者でも同年に関東バス、2016年には臨港バス、2019年には京成バスで決行している。
大手航空会社では、乗員組合によるストライキが実施される場合が多い。かつて、日本航空では盛んにストライキが行われていた。しかし、近年は特定の組合が一部ストに突入しても、管理職や他の組合に所属する社員である程度はカバーできるため、実際の運航への影響は限定的なものとなっている。さらに、航空業界では深夜になって交渉が妥結し、回避されることも多い。
放送事業者でも、組合によるストライキが実施される場合がある。生放送番組（主にニュース番組・情報番組）においては管理職のアナウンサーや外部のフリーアナウンサーを起用することで影響を最小限にしている。担当者が元から管理職のアナウンサーや外部のフリーアナウンサーを起用している番組もある。地方民放局では労働組合自体が結成されていないところもある。

### 調停・仲裁
ストライキ、ロックアウトといった争議行為がこじれて長引いた場合、労働委員会による調整（あっせん・調停・仲裁）が行われる場合がある。
特に、公益事業での争議行為により国民経済の運営が著しく阻害し、又は国民の日常生活が危うくなると考えられる場合には労働関係調整法35条の2により、内閣総理大臣が中央労働委員会の意見を聞いて緊急調整の決定をすることができる。

### 著名なストライキ
- 野田醤油労働争議
- 桃色争議
- 東宝争議
- 日産争議
- ルール占領時におけるドイツ人労働者の受動的抵抗
- 近江絹糸争議
- 三井三池争議
- 全農林警職法事件
- スト権スト
- 書店ストライキ - 日本出版史上初のスト
- プロ野球ストライキ

以下は同項内の項目にリンク
- 日本鉄道#概要 - 日本史上初の鉄道ストライキ
- RKCラジオ停波スト - 日本で初の放送停波ストライキ
- 日本の航空会社における経営労使問題
- そごう・西武売却を巡るストライキ

## フランスのストライキ
- フランスのストライキ (1995年)
- フランスのストライキ (2007年)
- フランスのストライキ (2010年)
- フランスのストライキ (2019年)

## アメリカ合衆国のストライキ
- 1877年の鉄道大ストライキ
- 1941年ディズニーアニメーターのストライキ
- 1981年のMLBストライキ
- 1994年から1995年のMLBストライキ - プロスポーツ史上最長ストライキ
- 2007年-2008年全米脚本家組合ストライキ